# Carina Witthöftová
Carina Witthöftová, nepřechýleně Carina Witthöft (* 16. února 1995 Wentorf bei Hamburg) je německá profesionální tenistka. Ve své dosavadní kariéře vyhrála na okruhu WTA Tour jeden turnaj. V rámci okruhu ITF získala do února 2017 jedenáct titulů ve dvouhře a jeden ve čtyřhře.
Na žebříčku WTA byla ve dvouhře nejvýše klasifikována v lednu 2018 na 48. místě a ve čtyřhře pak v červenci 2018 na 168. místě. Trénuje ji Phillip Lang.
V německém fedcupovém týmu neodehrála do roku 2017 žádné utkání.

## Tenisová kariéra

### Okruh ITF
První titul na okruhu ITF si připsala v dubnu 2011 na antukové události v Zell am Harmersbach, kde ve finále přehrála krajanku Vanessu Henkeovou 4–6, 6–3 a 6–4. Druhý triumf přidala v červnu 2012 na turnaji ITF ve švédském Ystadu, když v boji o titul hladce zdolala Rusku Valerii Solovjevovou 6–2 a 6–1. Třetí turnajovou výhru pak doplnila o měsíc později v anglickém Wrexhamu, kde v rozhodujícím zápasu zvítězila nad Chorvatkou na Donnou Vekićovou ve třech setech 6–2, 6–7(4–7) a 6–2.

### 2012
Premiéru v hlavní soutěži na okruhu WTA Tour zaznamenala v červenci 2012 na bastadském Sony Swedish Open, když ve třech kvalifikačních kolech porazila Marinu Šamajkovou, Akgul Amanmuradovovou a Jill Craybasovou. V úvodní fázi turnaje pak nestačila na ukrajinskou hráčku Katerynu Bondarenkovou poměrem 2–6 a 6–7.

### 2013
V květnové kvalifikaci French Open v úvodním kole bez problémů porazila Rusku Jekatěrinu Byčkovovou. Ve druhé fázi však byla nad její síly izraelská tenistka Julia Glušková. V hlavní soutěži grandslamu debutovala ve Wimbledonu 2013, kam postoupila po třech kvalifikačních výhrách nad Ukrajinkou Nadijou Kičenokovou, Japonkou Erikou Semovou a australskou hráčkou Casey Dellacquovou. V prvním kole pak hladce podlehla Kimiko Dateové Krummové 0–6 a 2–6.

## Finále na okruhu WTA
| Legenda                                      |
| -------------------------------------------- |
| Grand Slam (0–0)                             |
| WTA Tour Championships (0–0)                 |
| Tier I / Premier Mandatory & Premier 5 (0–0) |
| Premier (0–0)                                |
| International (1–0)                          |

| Finále dle povrchu |
| ------------------ |
| tvrdý (1–0)        |
| tráva (0–0)        |
| antuka (0–0)       |
| koberec (0–0)      |

### Dvouhra: 1 (1–0)
| Stav    | Č. | Datum          | Turnaj                 | Povrch    | Soupeřka ve finále | Výsledek |
| ------- | -- | -------------- | ---------------------- | --------- | ------------------ | -------- |
| Vítězka | 1. | 21. října 2017 | Lucemburk, Lucembursko | tvrdý (h) | Mónica Puigová     | 6–3, 7–5 |

## Finále na okruhu ITF
| Dotace turnajů okruhu ITF | Dotace turnajů okruhu ITF |
| ------------------------- | ------------------------- |
| 100 000 $ tournaments     | 80 000 $ tournaments      |
| 75 000 $ tournaments      | 60 000 $ tournaments      |
| 50 000 $ tournaments      | 25 000 $ tournaments      |
| 15 000 $ tournaments      | 10 000 $ tournaments      |

### Dvouhra: 20 (11–9)
| Stav       | č.  | datum             | turnaj                          | povrch      | soupeřka ve finále         | výsledek           |
| ---------- | --- | ----------------- | ------------------------------- | ----------- | -------------------------- | ------------------ |
| Vítězka    | 1.  | 25. dubna 2011    | Zell am Harmersbach, Německo    | antuka      | Vanessa Henkeová           | 4–6, 6–3, 6–4      |
| Finalistka | 1.  | 18. července 2011 | Horb am Neckar, Německo         | antuka      | Paula Kaniová              | 6–4, 4–6, 5–7      |
| Vítězka    | 2.  | 25. června 2012   | Ystad, Švédsko                  | antuka      | Valerija Solovjovová       | 6–2, 6–1           |
| Vítězka    | 3.  | 23. července 2012 | Wrexham, Spojené království     | tvrdý       | Donna Vekićová             | 6–2, 6–7(4–7), 6–2 |
| Finalistka | 2.  | 30. července 2012 | Bad Saulgau, Německo            | antuka      | Mervana Jugićová-Salkićová | 2–6, 4–6           |
| Finalistka | 3.  | 4. března 2013    | Sutton, Spojené království      | tvrdý (h)   | Stephanie Vogtová          | 6–3, 4–6, 3–6      |
| Vítězka    | 4.  | 5. srpna 2013     | Hechingen, Německo              | antuka      | Laura Thorpeová            | 6–1, 6–4           |
| Finalistka | 4.  | 2. září 2013      | Alphen aan den Rijn, Nizozemsko | antuka      | Arantxa Rusová             | 6–4, 2–6, 2–6      |
| Finalistka | 5.  | 23. června 2014   | Stuttgart, Německo              | antuka      | Mariana Duqueová           | 7–5, 2–6, 2–6      |
| Finalistka | 6.  | 7. července 2014  | Aschaffenburg, Německo          | antuka      | Lesley Kerkhoveová         | 5–7, 3–6           |
| Vítězka    | 5.  | 4. srpna 2014     | Hechingen, Německo              | antuka      | Laura Siegemundová         | 4–6, 6–4, 6–3      |
| Vítězka    | 6.  | 1. září 2014      | Barnstaple, Spojené království  | tvrdý (h)   | Viktorija Golubicová       | 6–2, 6–4           |
| Vítězka    | 7.  | 8. září 2014      | Saint-Malo, Francie             | antuka      | Alberta Briantiová         | 6–0, 6–1           |
| Finalistka | 7.  | 15. září 2014     | Shrewsbury, Spojené království  | tvrdý (h)   | Océane Dodinová            | 4–6, 3–6           |
| Vítězka    | 8.  | 13. října 2014    | Joué-lès-Tours, Francie         | tvrdý (h)   | Urszula Radwańská          | 6–3, 7–6(8–6)      |
| Vítězka    | 9.  | 16. října 2015    | Altenkirchen, Německo           | koberec (h) | Antonia Lottnerová         | 6–3, 6–4           |
| Vítězka    | 10. | 4. května 2015    | Cagnes-sur-Mer, Francie         | antuka      | Tatjana Mariová            | 7–5, 6–1           |
| Vítězka    | 11. | 6. července 2015  | Versmold, Německo               | antuka      | Johanna Larssonová         | 6–3, 6–3           |
| Finalistka | 8.  | 2. května 2016    | Cagnes-sur-Mer, Francie         | antuka      | Magda Linetteová           | 3–6, 5–7           |
| Finalistka | 9.  | 25. července 2016 | Praha, Česko                    | antuka      | Antonia Lottnerová         | 6–7(6–8), 6–1, 5–7 |

### Čtyřhra: 1 (1–0)
| Stav    | č. | datum        | turnaj                         | povrch   | spoluhráčka  | soupeřky ve finále                        | výsledek |
| ------- | -- | ------------ | ------------------------------ | -------- | ------------ | ----------------------------------------- | -------- |
| Vítězka | 1. | 1. září 2014 | Barnstaple, Spojené království | tvrdý(h) | Alizé Limová | Viktorija Golubicová Diāna Marcinkēvičová | 6–2, 6–1 |